# Cervia
Cervia (Zíria o Zírvia in romagnolo) è un comune italiano di 28 977 abitanti della provincia di Ravenna in Emilia-Romagna.
Località balneare e termale della Riviera romagnola con vocazione tradizionale alla marineria e alla pesca, la sua storia è molto legata alla produzione del sale.

## Geografia fisica

### Territorio
La città si trova sulla costa del mar Adriatico, 20 km a sud di Ravenna, ad un'altitudine di 5 m s.l.m. Tra Milano Marittima, Cervia, Pinarella e Tagliata si trova una pineta di circa 260 ettari, di cui 27 facenti parte del parco naturale. Insieme alla riserva naturale delle saline, che occupa una superficie di 827 ettari, in cui nidificano avocette, cavalieri d'Italia, garzette e germani e transitano i fenicotteri rosa, va a costituire la stazione sud del Parco regionale del delta del Po. La parte nord del territorio comunale è bagnata dal fiume Savio che segna il confine con il comune di Ravenna.
Il mare e la costa
Cervia dispone di più di 9 km di spiagge. I controlli periodici sulla purezza dell'acqua, effettuati periodicamente da ARPA, hanno garantito alla città la Bandiera Blu della Foundation for Environmental Education, per la ventunesima volta nel 2016.
I livelli di queste acque reflue sono stati sempre ottimali negli ultimi anni, tranne qualche piccolo rilevamento del 2002 e 2004 che ha fatto scattare gli allarmi; alle verifiche successive la qualità delle acque era tornata subito entro la norma.
Ultimamente, in estate si è talvolta presentato il fenomeno dell'eutrofizzazione, con conseguente venuta a riva della mucillagine, che dal 1729 (prima documentazione storica) ha colpito le acque del Mar Adriatico 26 volte.

### Clima
In base alla media trentennale di riferimento (1982-2012) la temperatura media del mese più freddo, gennaio, risulta 3,1 °C; quella del mese più caldo, 22,7 °C.
Le precipitazioni medie annue, inferiori ai 700 mm e distribuite mediamente in 78 giorni, presentano un minimo relativo in inverno e in tarda primavera e un picco moderato tra l'estate e l'autunno, in un contesto di una distribuzione quantitativa annuale piuttosto regolare.
| Cervia              | Mesi | Mesi | Mesi | Mesi | Mesi | Mesi | Mesi | Mesi | Mesi | Mesi | Mesi | Mesi | Stagioni | Stagioni | Stagioni | Stagioni | Anno |
| Cervia              | Gen  | Feb  | Mar  | Apr  | Mag  | Giu  | Lug  | Ago  | Set  | Ott  | Nov  | Dic  | Inv      | Pri      | Est      | Aut      | Anno |
| ------------------- | ---- | ---- | ---- | ---- | ---- | ---- | ---- | ---- | ---- | ---- | ---- | ---- | -------- | -------- | -------- | -------- | ---- |
| T. max. media (°C)  | 6,3  | 9,0  | 12,7 | 16,6 | 21,4 | 25,6 | 28,1 | 27,7 | 24,3 | 18,9 | 0,0  | 0,0  | 5,1      | 16,9     | 27,1     | 14,4     | 15,9 |
| T. min. media (°C)  | −0,1 | 1,4  | 4,1  | 7,6  | 11,5 | 15,0 | 17,3 | 17,3 | 14,5 | 10,3 | 5,3  | 1,2  | 0,8      | 7,7      | 16,5     | 10,0     | 8,8  |
| Precipitazioni (mm) | 45   | 45   | 56   | 53   | 50   | 47   | 55   | 57   | 67   | 60   | 77   | 54   | 144      | 159      | 159      | 204      | 666  |

La temperatura media dell'acqua marina nella stagione estiva risulta così distribuita:
- Giugno 23,1 °C
- Luglio 25,6 °C
- Agosto 26,0 °C
- Settembre 23,0 °C.

## Origini del nome

### Ficocle
Il nome più antico di un centro abitato della zona è Ficocle, attestato con certezza solo dal V secolo d.C., cioè intorno alla fine dell'Impero Romano. Il nome sembra ignoto alla maggior parte degli scrittori antichi, potrebbe inoltre riferirsi a una località vicina ma non coincidente con l'antica Cervia. Sul toponimo l'abate gesuita Pietro Antonio Zanoni che, nel suo "De Salinis Cerviensibus", scrive:
(Pietro Antonio Zanoni - De salinis Cerviensibus - Pag. 94)
Quindi Phicocle deriverebbe dal greco φῦκος, "alga", e da κλέος, "fama"; come a dire luogo celebre per l'alga marina. Essa nasce spontaneamente ed in abbondanza lungo tutti i canali, soprattutto in quelli dello stabilimento salifero, nel cui mezzo verosimilmente giaceva Ficocle. I cervesi chiamano quest'erba popolarmente biso, un'erba sottile, capillacea simile al fieno; una volta all'anno viene estirpata dai canali delle saline perché sia libero il corso delle acque.

### Cervia
Il nome attuale di Cervia si afferma nel X secolo.
L'ipotesi più accreditata lo collega alla parola latina acervus, che significa "cumulo", "mucchio" e si riferirebbe in questo caso ai mucchi di sale. Infatti proprio a partire dai secoli immediatamente precedenti (VIII-IX secolo) era nata (o rinata) l'attività di produzione del sale nelle vicine paludi, convertite in saline.

## Storia

### Origini
Il più antico ritrovamento umano nella zona è avvenuto nella frazione Montaletto: molto probabilmente si tratta di un accampamento di pastori dell'Età del bronzo risalente a circa 3 000-1 000 anni prima di Cristo.
Le saline erano probabilmente già attive in età etrusca, come indicherebbero ritrovamenti in occasione di lavori urbanistici effettuati negli ultimi anni. È possibile che esistessero degli alloggi, o forse degli insediamenti, per gli addetti alle saline, anche stagionali; i ritrovamenti indicano una certa densità abitativa già nel I secolo a.C.
Fino a tutta l'età romana la città mantenne il nome di Ficocle, ma non se ne conosce l'ubicazione esatta. Fu distrutta dall'esarca Teodoro nel 709 e in seguito edificata come città fortificata, all'interno dell'area delle saline. I due toponimi Ficocle e Cervia, che inizialmente indicavano, secondo l'ipotesi più accreditata dello storico Guido Achille, la città e il suo porto, dopo la riedificazione confluirono nel secondo.

### Dagli albori del cristianesimo all'VIII secolo
Il cristianesimo si diffuse a Cervia provenendo dalla vicina Ravenna. A partire dal V secolo alcuni atti scritti fanno riferimento alla città di Ficocle, pur senza fornire descrizioni. Gli atti del sinodo indetto a Roma nel 499 da papa Simmaco registrano fra i partecipanti Geronzio, vescovo di Ficocle. È il primo vescovo della città citato in un documento storico. Geronzio, mentre faceva ritorno alla propria diocesi fu ucciso presso Cagli, e successivamente dichiarato santo; di tale morte si ha menzione nel martirologio. I Bollandisti riportano la vita di San Geronzio, seppure con esclusivo riferimento a Cagli.
Documenti riportano poi che l'11 gennaio 595, morto l'arcivescovo di Ravenna Giovanni II Romano, il suo successore Mariniano si fregiava anche del titolo di vescovo di Ficocle. Nello stesso anno, il chartularius Maurizio, appoggiando una rivolta di soldati a Roma, entrò in conflitto con l'esarca di Ravenna Isacio, fu sconfitto, catturato, portato in Romagna e decapitato in loco cui Ficundae nomen est (Ficocle), a dodici miglia da Ravenna.
Da quell'epoca fino al 649 non si ha altra notizia se non che al tradizionale sinodo di Roma, che si teneva ogni anno per Pasqua, parteciparono i rappresentanti dell'arcivescovo di Ravenna e molti vescovi sufffraganei dell'arcidiocesi, tra i quali è menzionato Bono vescovo di Ficocle.
Nel 709 Ficocle subì la sorte solitamente destinata ai vinti. Narrano gli storici che in quell'anno l'imperatore bizantino Giustiniano II ordinò a Teodoro, stratego di Sicilia, di portarsi immediatamente a Ravenna per sottomettere alla Chiesa di Roma l'arcivescovo Felice, reo di essersi ribellato. L'arcivescovo e il suo seguito, venuti a sapere della cosa, chiesero soccorso a tutte le città della Flaminia, e a tutto l'Esarcato, e alle chiese suffraganee, tra le quali sono nominate: quella ficoclese, quella comacchiese, quella di Forlimpopoli e quelle di Cesena, d'Imola e di Faenza. 
Tomaso Tomai, storico di Ravenna, narrando di questo avvenimento scrisse:
(Tomaso Tomai)
Fu in questa circostanza che Altobello Laschi, valoroso cittadino di Ficocle, andò con una milizia in soccorso di Ravenna e combatté l'esercito di Teodoro facendogli perdere molti uomini, ma questo sforzo fu di poco aiuto contro il numero dei soldati imperiali, di molto superiore alle sue poche forze. Il risultato che ne seguì fu il saccheggio della città di Ravenna. Teodoro, a questo punto, si rivolse contro la cittadina romagnola e, poiché gli abitanti erano venuti a sapere dell'imminente sterminio ed erano fuggiti dalla città, trovandola vuota, si accanì contro le mura e la distrusse sin dalle fondazioni. La popolazione fuggiasca si insediò quindi al centro delle saline, edificandovi un nuovo abitato che con il tempo prese il nome di Cervia.

### Dal cambio di nome al XV secolo
I primi documenti su Cervia risalgono all'Alto medioevo, verso il X secolo e riguardano soprattutto le sue saline, è infatti in questo periodo che probabilmente termina la trasformazione della palude in un bacino salifero e la produzione salifera va a regime. La dipendenza della sede vescovile di Cervia è, nei confronti di quella di Ravenna, sia patrimoniale che ecclesiastica fino almeno a tutto il XI secolo.
Agli inizi del XIII secolo Cervia passò diverse volte di mano tra Ravenna, Forlì e Bologna. Nel 1233 la potente famiglia Orsarola, attraverso il Vescovo Giovanni Orsarolo, tentò di assumere la signoria su Cervia sottraendo i cerviensi dall'obbligo del tributo all'arcivescovo di Ravenna, ma i ravennati invasero Cervia, occuparono il palazzo vescovile e sottrassero l'archivio riportando Cervia sotto al controllo di Ravenna.
Nel 1241 essendo sotto al dominio di Forlì Cervia chiamò i Veneziani a liberarla e rimase sotto al loro dominio fino al 1253 quando fu occupata dai Bolognesi e poco dopo ripresa ancora dai forlivesi. Nel 1274 i cerviensi, stanchi di queste beghe tra comuni vicini, offrirono dedizione alla vicina Repubblica Veneta, rappresentata dal Doge Lorenzo Tiepolo e quindi fu retta da un pretore-capitano fino al 1316.
Cervia compare nella Divina Commedia. Nell'ottava bolgia dell'ottavo cerchio, Guido da Montefeltro († 1298) chiede a Dante come stanno le città di Romagna. Il poeta gli risponde:
(Dante Alighieri - Divina Commedia, Inferno, Canto XXVII)
Il XIV secolo è un periodo travagliato in cui si assiste al passaggio dei Comuni italiani alle Signorie. A Cervia è la locale famiglia Leoni che cede il controllo della città ai signori di Ravenna Da Polenta. Nel 1383 Cervia viene presa dai Malatesta, signori di Rimini e di parte della Romagna. {{il 16 Maggio 1433, Luchina del Cerro, contessa di Cervia, sposa il bergamasco,  Giacomo Secco, conte di Calcio e della Calciana, Capitano del duca di Savoia, e, poi, di Galeazzo Maria Sforza, duca di Milano, da cui il condottiero Francesco Secco d'Aragona (n.1423 +1496), conte di Calcio, Clementina Secco Visconti di Brignano (+ nel 1471), Lantelmina Secco da Vimercate}}.
Dal 1441 con la deposizione di Ostasio III da Polenta, Cervia come Ravenna, entrano nei domini veneziani, anche se per qualche anno rimane a reggerla un podestà locale, nel 1462 è un Domenico Malatesta. Solo dal 1463 incomincia la presenza di nobili veneti con la carica di podestà, visdomino o provveditore.
Nel 1509, travolta dalla Guerra contro la Lega di Cambrai, la Repubblica di Venezia è costretta a rendere la Romagna al Papa nel tentativo di rompere il potente schieramento avversario e cambiare l'assetto delle alleanze. Così nel maggio 1509 Cervia passa sotto allo Stato della Chiesa.
Le prime immagini di Cervia sono di alcune mappe del XV secolo in cui appare come una città fortificata e circondata dalle saline. Ha tre ingressi collegati alla terraferma da ponti levatoi, un Palazzo Priorale, ben sette chiese e una rocca difensiva voluta, secondo la leggenda, da Barbarossa.

### Dal XVI secolo al 1697

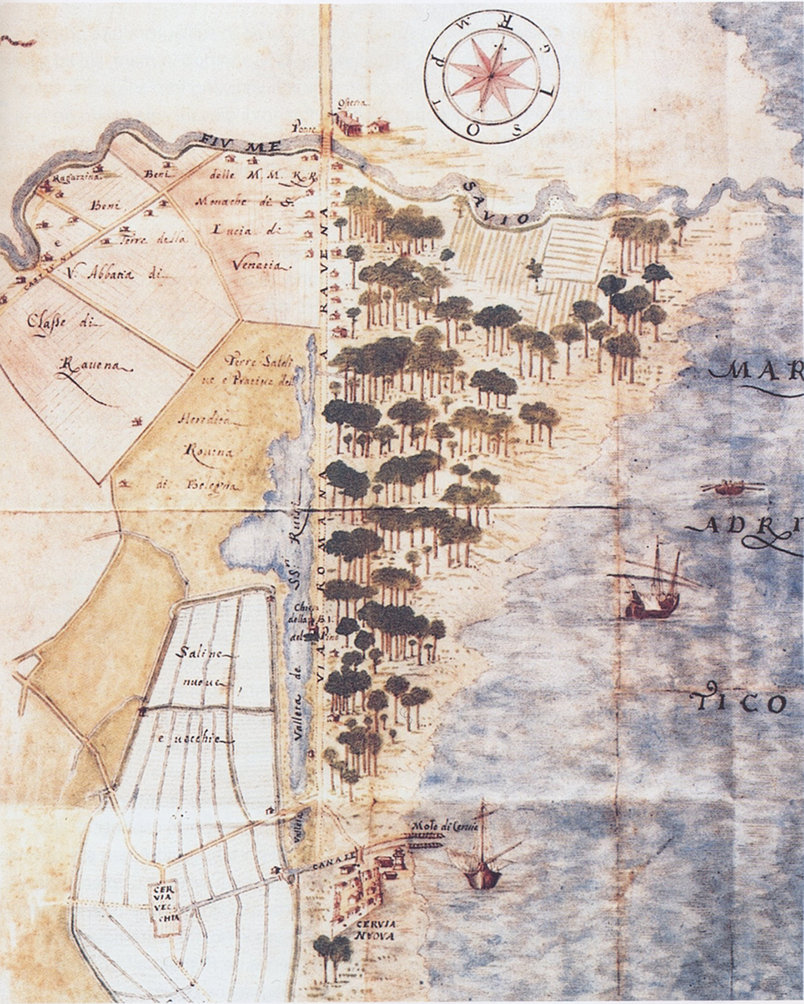
Mappa del territorio di Cervia. Si vedono la città vecchia e quella nuova. Anonimo, XVIII secolo.

- 1617: il legato apostolico della Romagna, cardinale Rivarola, avvisa i conservatori delle diverse città della Legazione della necessità di “guardare queste marine dal corseggiamento de' vascelli che in grosso numero si trovano in mare;
- 1619, 12 ottobre: il cardinale Rivarola avvisa le comunità che sono “partite dalla Vallona (Albania) cinque fuste turchesche per andare in corso”, raccomandando di “vigilare”;
- 1638: il Tesoriere della Camera Apostolica ordina da Roma che “siano comandate le milizie tanto a piedi quanto a cavallo per guardare la spiaggia del mare intendendosi che nel golfo [= nell'Alto Adriatico] si trova qualche numero di vascelli turcheschi”;
- 1662, aprile: il legato apostolico ordina che si “faccino le guardie” “per impedire alle fuste turchesche che di presente infestano l'Adriatico, l'invasioni che fossero per fare”;
- 1665, marzo: nei vari centri abitati della Legazione “si è sparsa la voce che il Golfo [= l'Alto Adriatico] sia già pieno di legni di Dulcigno e Santa Maura in numero ancora maggiore di Veneti [ossia delle navi venete, incaricate di pattugliare le coste romagnole] e che “abbiano predato quattro vascelli”;
- 1672: in quest'anno “i barbari pirati” movendo da Santa Maura e da Castro Nuovo, scorrevano intorno la marina e menavan prede”;
- 1689: il comune di Cervia dispone l'edificazione di una Torre di avvistamento. Viene eretta la Torre di San Michele.

Davide Gnola (a cura di), Corsari nel nostro mare, Minerva, Bologna 2014
A partire dal XVI secolo le coste cervesi furono minacciate dalle incursioni dei pirati di stanza nei porti del Nordafrica (i «corsari»), all'epoca territorio dell'Impero ottomano. Le incursioni avevano come scopo la razzia sia di beni materiali che di esseri umani. Le persone fatte prigioniere venivano vendute come schiave nel porto di Algeri. Cervia fu attaccata perché famosa soprattutto per le sue saline. La città risentì notevoli danni. Il primo avvistamento di una nave piratesca affacciata sul porto di Cervia risale al marzo 1573. Nel 1581 si ebbe il primo rapimento di uomini, nell'attacco a un naviglio che tornava da Venezia. L'equipaggio, dopo la cattura, fu portato a Valona (in territorio ottomano), poi condotto ad Algeri. Anche durante il XVII secolo la minaccia corsara incombette su Cervia.
In quel periodo la vita dei cervesi peggiorò anche a causa delle funeste condizioni ambientali. I canali che attraversavano la città e alimentavano le saline erano salmastri ed era scarsa l'acqua potabile. L'area che circondava le saline era dominata da acquitrini, detti "valli", ed era diffusa la zanzara portatrice della malaria.
La crisi del XVII secolo colpì pesantemente Cervia, riducendone gli abitanti a poche centinaia. Si cominciò a pensare al trasferimento dell'abitato vicino alla costa, in una posizione geografica più salutare. Finalmente, nel 1689 il potere politico prese una prima decisione. Il Tesoriere della Legazione di Romagna, Michelangelo Maffei, fece costruire sull'argine del corso d'acqua che oggi costituisce il porto canale una torre per difendere il porto dagli attacchi dei corsari. Egli stesso la fece intitolare a San Michele. Sulla sommità furono posti due cannoni e una campana da suonare in caso di avvistamento di navi corsare. Per assicurare lo stivaggio del sale prodotto nelle saline, nel 1691 fu costruito, adiacente alla Torre San Michele, un magazzino del sale ("Magazzino Torre"). Era un edificio massiccio, in mattone, con pochi ingressi e particolarmente ampio internamente, in modo da potere contenere enormi quantitativi di sale, fino a 13 000 tonnellate.
Successivamente, il 9 novembre 1697, papa Innocenzo XII firmò il decreto di costruzione della città nuova, posta ad oriente in direzione della linea di costa, in un luogo più salubre, lontano dalle saline ma col vantaggio di trovarsi adiacente al porto. Il documento indicava esattamente il numero delle case da costruire, la posizione della Cattedrale, del Palazzo Vescovile e delle carceri per una spesa complessiva di 35-40 000 scudi. La città fu costruita come una fortezza: era interamente circondata da mura difensive. Le porte di accesso erano solamente due, e venivano chiuse tutte le sere. All'interno, ampio spazio fu lasciato per il Magazzino del Sale e la difensiva Torre San Michele.

### Da «Cervia nuova» all'unificazione d'Italia
Il 24 gennaio 1698 la posa della prima pietra di Cervia Nuova fu benedetta dal vescovo Giovanni Francesco Riccamonti.

Nel 1712 fu costruito un secondo magazzino del sale (Magazzino Darsena), nel Piazzale dei Salinari.
Nel 1776 i magazzini e la torre San Michele furono oggetto di importanti opere di conservazione e consolidamento, compresi gli argini del canale, grazie all'interessamento dell'allora vescovo di Cervia Prospero Ginanni, che tanto aveva perorato presso il cugino Cardinale Gaetano Fantuzzi.

### Dall'unità d'Italia ad oggi
Nel 1884 la città fu raggiunta dalla ferrovia da Ravenna, facente parte della linea Ferrara-Rimini, completata 5 anni più tardi. Questo, sommato al miglioramento delle condizioni igienico-sanitarie del territorio, favorì un primo sviluppo del settore turistico.
Nel 1907 fu sottoscritta una convenzione tra l'amministrazione cervese e la famiglia Maffei con la quale il comune cedeva alla famiglia una vasta zona sulla quale si sarebbero edificati villini, parchi, giardini funzionali a una nuova zona balneare, che prese il nome di Milano Marittima. Nel giugno 1911 fu poi costituita la "Società Milano Marittima per lo sviluppo della spiaggia di Cervia", e negli anni che seguirono si ebbe un grande sviluppo urbanistico.
Nel 1927 un decreto ministeriale riconosceva Cervia come "Stazione di cura, soggiorno e turismo", in larga parte grazie a Milano Marittima; le costruzioni nella pineta proseguirono ulteriormente con l'edificazione dei primi alberghi, delle colonie e degli esercizi di ristorazione.
Cervia non fu luogo di combattimenti durante la Seconda guerra mondiale. Fu liberata il 22 ottobre 1944, quando le truppe alleate, guidate da soldati canadesi, entrarono nella città liberandola dall'occupazione nazista. Nel periodo 1945-47 i soldati dell'esercito germanico di stanza nel Nord Italia catturati dagli Alleati furono tenuti prigionieri in una decina di campi di detenzione allestiti lungo la costa, da Cervia a Riccione. L'area di internamento fu denominata «Rimini Enklave» e fu presidiata dai militari della Brigata Ebraica. Ospitò fino a 150.000 prigionieri, da soldati comuni a criminali nazisti. Il campo di Cervia, allestito a Tagliata, aveva una superficie 250 ettari e venne chiuso a fine novembre del 1945. 
Nel dopoguerra Cervia diventa città termale nonché una delle mete del turismo di massa. La città risponde a due tipologie diverse di turismo: quello per le famiglie a Cervia (la classica villeggiatura), quello improntato al divertimento a Milano Marittima.
Dal 1961 le Terme, sorte negli anni cinquanta nell'area delle saline, hanno sede a Milano Marittima. Nel giugno 1966 a Cervia Ornella Gambi fu la prima donna d'Italia ad indossare la divisa di vigile urbano. Negli anni sessanta la città fu anche la prima della Riviera romagnola a dotarsi di un depuratore.
Nel 1997 la città si è dotata di una struttura di contenimento delle mareggiate. Costituita da più componenti, come opere idrauliche, elettriche e meccaniche, è comunemente chiamata "porte vinciane". L'opera è in esercizio dall'anno 2002.

### Simboli
(Descrizione araldica dello stemma)
(Descrizione araldica del gonfalone)
(Descrizione araldica della bandiera)

## Monumenti e luoghi d'interesse

### Architetture religiose
In città

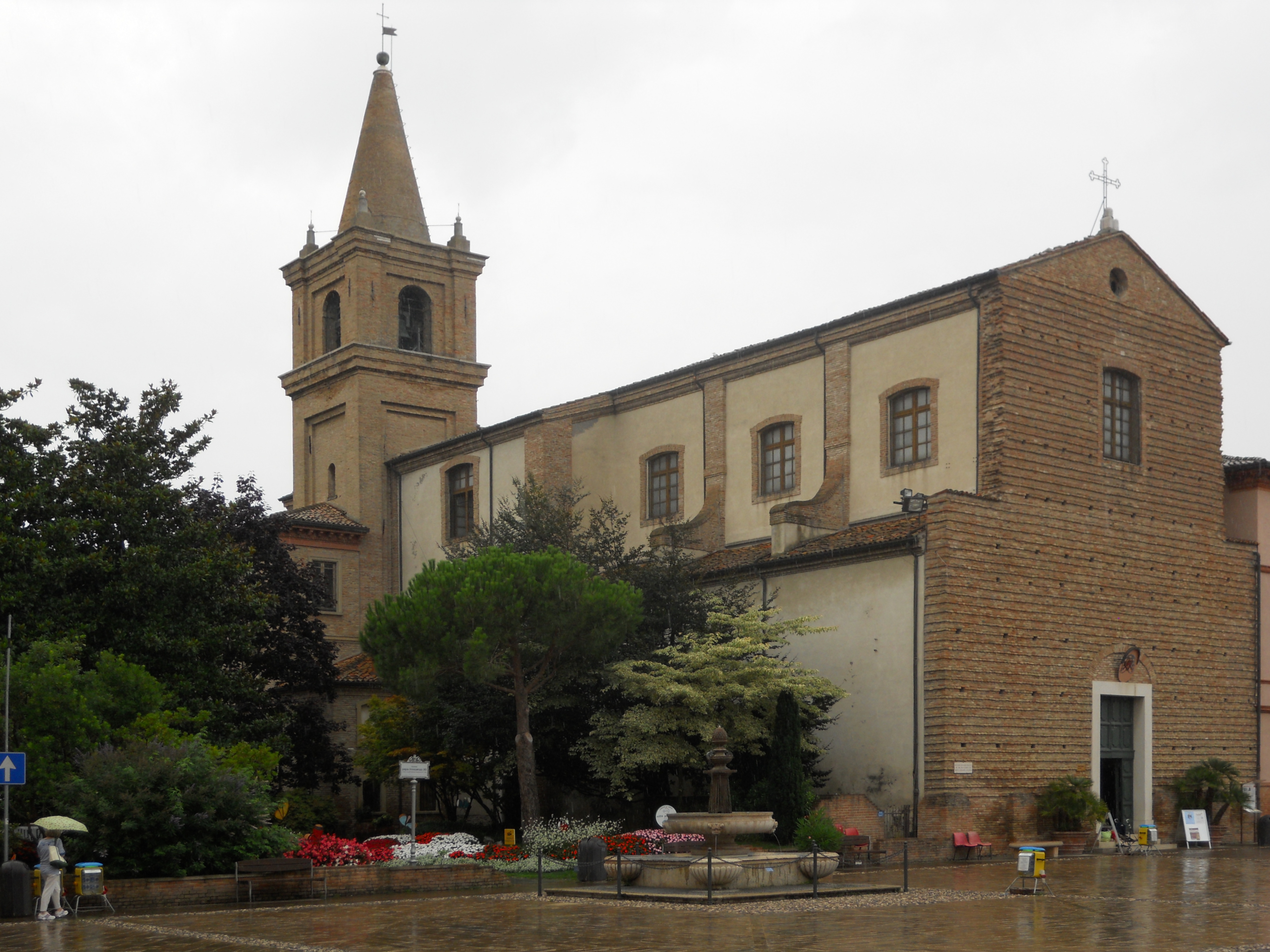
La Concattedrale in un giorno di pioggia

- Chiesa di Santa Maria Assunta, concattedrale dell'arcidiocesi di Ravenna-Cervia.
- Chiesa di Sant'Antonio da Padova
- Santuario della Madonna del Pino
- Chiesa della Madonna della Neve
- Chiesa di Santa Maria del Suffragio

Nel forese
- Chiesa di Sant'Antonio Abate a Castiglione di Cervia
- Chiesa di San Giorgio a Montaletto
- Chiesa della Madonna degli Angeli a Cannuzzo
- Pieve di Santo Stefano a Pisignano
- Chiesa di Stella Maris a Milano Marittima
- Chiesa di Sant'Andrea Apostolo a Villa Inferno
- Chiesa di San Severo Vescovo

### Architetture civili
Palazzo Comunale

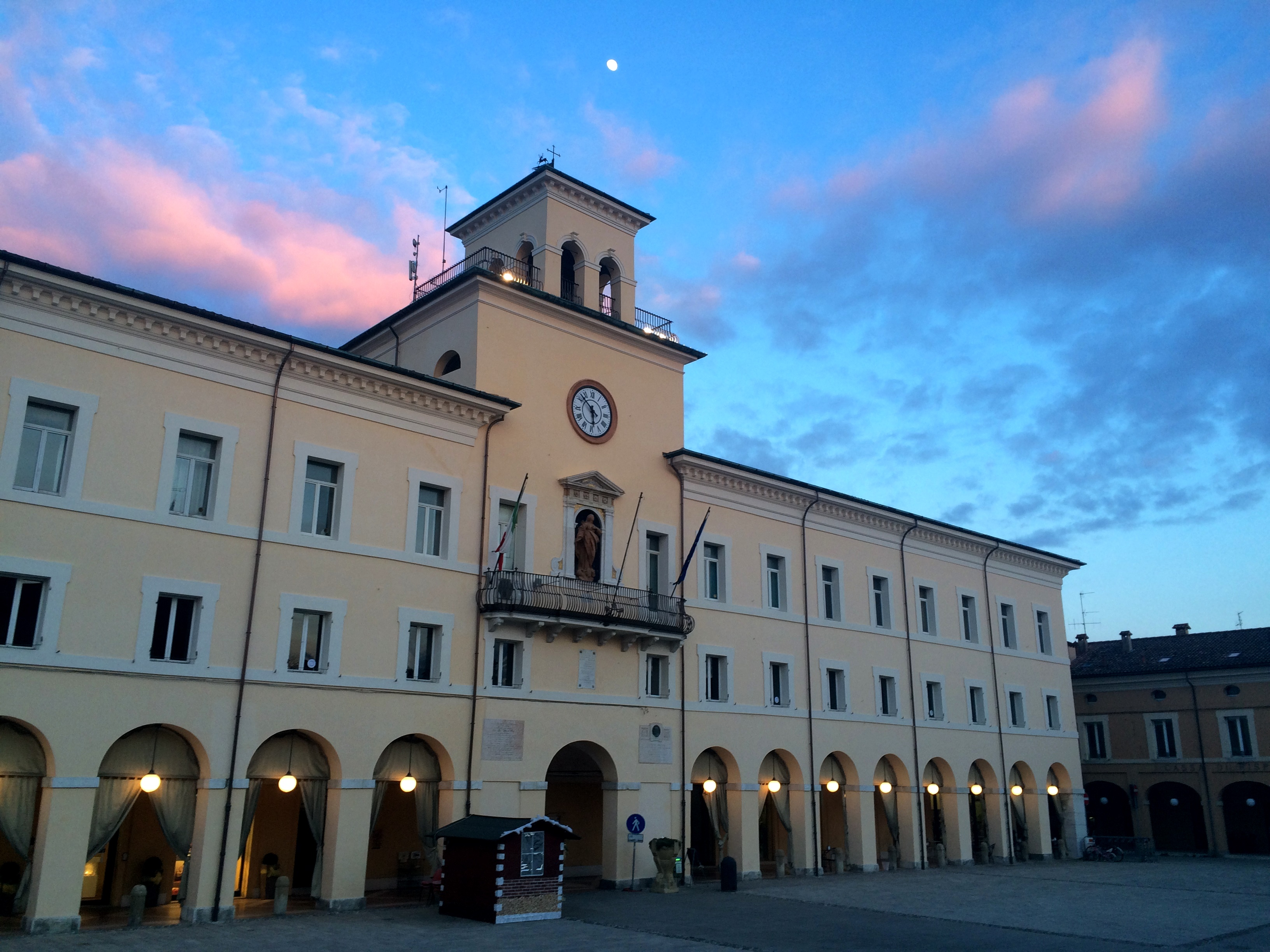
Il Palazzo comunale.

Il Palazzo Priorale, oggi Palazzo Comunale, fu iniziato nel 1702 su disegno di Francesco Fontana. Il Palazzo non fu tuttavia completato secondo il progetto originale di Fontana: dai disegni del Fontana infatti l'edificio avrebbe dovuto avere un cortile interno che è rimasto incompleto. Inoltre invece di uno scalone di accesso, avrebbe dovuto averne due. All'interno, l'atrio immetteva in una stradetta fra due muri chiamato “passo libero comune”.
Nel piano terreno erano due stanze adibite a magazzino; dietro ad esse era situata la scala per l'ingresso alle stanze del Ministro camerlengo. Nel 1772 il palazzo subì all'interno importanti lavori di ristrutturazione che modificarono la disposizione delle stanze.
Al centro della settecentesca facciata porticata è un torrione nel quale si apre il portale di accesso. Sopra il portale è un'ampia balconata in elegante ferro battuto ed un'edicola con una statua della Vergine.
All'interno del Palazzo è una la Collezione d'arte costituita da una raccolta di dipinti di vari artisti italiani e da una mostra permanente di opere del pittore romagnolo Maceo Casadei.
Magazzini del sale
Il primo magazzino è stato costruito nel 1689 e terminato nel 1691 con fondazioni che poggiavano su tronchi di pino; copriva una superficie di 1758 m². Tutti i muri avevano uno spessore alla base di 1,40 m ed erano di tipo a scarpa. L'interno era suddiviso in 6 campate (camere), l'arcata centrale è alta 9,15 m e larga 6 m. Diversi antichi documenti indicano la sua capienza in 30 milioni di libbre.
Il secondo elemento detto “Gabinetto dei ministri” era costituito da un vano di 20 m². Il terzo elemento è il corpo aggiunto al fianco del magazzino sul lato della Torre San Michele chiamato anche Sala Rubicone. Il quarto elemento era un'elegante costruzione sul lato ovest (già terminata nel 1703) che venne demolita per l'ampliamento del magazzino.
Faro
Il 12 luglio 1875 vennero iniziati i lavori per il faro, nello stesso luogo di quello precedente. Alto 14 metri sopra il livello del mare, entrò in funzione nello stesso anno.
Il faro è ancora attivo e nel tempo ha subito numerosi cambiamenti. Nel 1918 ne venne aumentata l'altezza rispetto agli edifici circostanti. Il secondo intervento fu dopo la seconda guerra mondiale quando furono eseguiti i restauri dei danni bellici subiti. Le moderne tecnologie hanno ridotto l'importanza del faro, non più in grado da solo di guidare i naviganti notturni; per questi motivi è stato successivamente dotato di un nautofono che ha un raggio di due miglia e che diffonde suoni acuti.
Case dei salinari
Le case dei salinari sono situate nel perimetro della città, disegnate dall'architetto Francesco Fontana. Nel lato settentrionale e meridionale erano presenti le porte della città, abbattute durante la Seconda Guerra Mondiale.
Nella via di mezzo furono costruite tredici case più ampie con ampi cortili, stalle, legnaie e magazzini, serviti da accessi secondari che davano nella via che girava internamente la cinta delle case.
Contemporaneamente alla città veniva costruito un muro di mattoni che andava dall'inizio della città allo sbocco del canale dove iniziava la “palata”, il muro non è più esistente.
Borgo Aurelio Saffi
Si è sempre ritenuto che il Borgo dei Salinari, denominato nel 1890 Borgo Aurelio Saffi, fosse stato costruito durante il regno italico compreso fra il 1805 ed il 1813.
I tre personaggi legati a questa costruzione sono il soprintendente Cosimo Morelli, un architetto imolese di molta fama che fu l'autore di diverse cattedrali; il progettista Francesco Navone un architetto romano, e l'assistente Antonio Farini in precedenza ricordato per aver progettato e diretto diverse opere edilizie. Navone aveva sviluppato il progetto per due edifici di quattro case per un totale di 96 camere. Il soprintendente Morelli acquistò le aree necessarie, scelse i due costruttori Pietro Petrocchi e Giacomo Bedeschi firmarono il rogito il 2 agosto 1788 con completamento previsto entro il 1790. La soprelevazione di un piano è datata attorno al 1865.
Teatro Comunale Walter Chiari

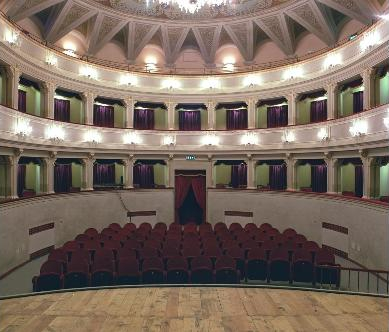
Interno del teatro comunale di Cervia.

Il teatro comunale è un tipico esempio di architettura minore ottocentesca. Fu costruito fra il 1860 ed il 1862, superando la difficoltà di adattare alle necessità di un teatro il precedente edificio inserito nelle mura cittadine. L'edificio si trova nell'angolo sud ovest del quadrilatero della città.
Ospedale
La fondazione dell'ospedale inizia il 9 agosto 1797 quando la municipalità di Cervia si rivolse all'Amministrazione Centrale dell'Emilia proponendole l'erezione del luogo di cura.
All'epoca venne individuato come edificio l'ex convento di San Giorgio degli Agostiniani, da cui erano stati espulsi i frati il 14 giugno dello stesso anno.
Casa delle Aie
La Casa delle Aie è stata costruita nel 1790 sulla base del progetto dell'architetto Camillo Morigia.
All'epoca l'edificio era adibito ad uffici dei fattori della pineta e dell'affittuario, a magazzino e a dormitori delle donne e dei pignaroli. Mantenne queste funzioni fino al 1917, poi fu abbandonata e nella seconda metà del '900 divenne sede di una associazione culturale e di un ristorante di cucina tipica romagnola.
Terme
Già dal XIX secolo si conoscevano empiricamente certe proprietà curative delle acque e dei fanghi delle saline, e persone di tutte le classi sociali vi accorrevano dalle campagne e città vicine per curare alcuni disturbi. Negli anni Venti si iniziò a studiare scientificamente le proprietà terapeutiche delle acque madri; in quegli anni, ogni giorno, quaranta persone si recavano a curarsi nel periodo di luglio e agosto.
Negli anni Trenta, ai margini della via Salara, venne costruito un piccolo stabilimento provvisorio in grado di accogliere 120 persone in cura.
Nel 1959, con la trasformazione dei processi produttivi e l'introduzione della raccolta unica o industriale del sale, si scoprì che le acque madri contenevano sali e sostanze concentrate dotati di un importante potere terapeutico. L'attuale complesso è stato edificato nel 1961.
Villa Righini
Storica villa liberty.

### Architetture militari
Torre San Michele

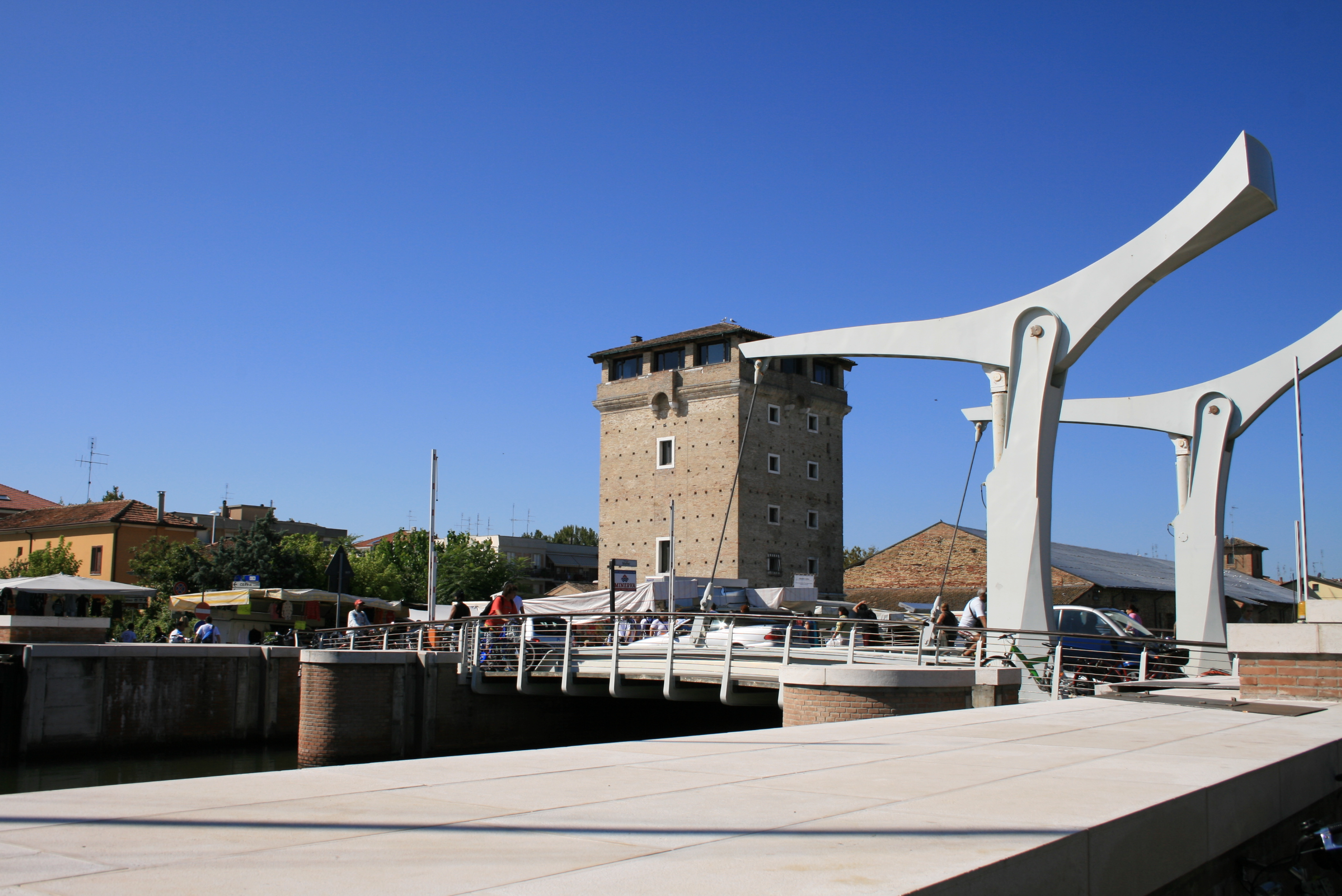
La Torre di San Michele.

Costruita per ordine di Michelangelo Maffei a difesa della sede di Cervia, era munita di due cannoni e di una campana per annunciare gli attacchi dei pirati turchi. L'ingresso all'edificio si trova al primo piano e si raggiungeva attraverso un ponte levatoio. Sopra la porta d'ingresso è un bassorilievo che raffigura San Michele Arcangelo.
Costruita tra il 1689 e il 1691, la torre è stata realizzata sul porto canale distante 50-60 metri dal terminale della palata in mare. Ha pianta quadrata ed è alta 22,50 metri ed ha spessore di 13,50 metri di lato. Sopra la risega partiva in elevazione il muro a scarpa alto 3,80 metri. Tra il cordone e la risega erano cinque finestre da cannone, protette da inferriata, mentre oggi ne esistono sei. Il corpo centrale della torre ha il lato esterno di 11,20 metri con muri di 1,50 metri di spessore.
Dentro la torre erano previsti tutti i servizi per renderla autosufficiente: camini, raccoglitore di acqua piovana, docce, pozzi neri. Dal 1981 è stata sede della biblioteca comunale, poi spostata nel 2004; oggi l'edificio ospita un ufficio di informazioni turistiche e un'esposizione di dipinti di Giuseppe Palanti.
Aeroporto militare
L'aeroporto di Cervia-Pisignano è un aeroporto militare sede dal 5 ottobre 2010 del 15º Stormo dell'Aeronautica Militare Italiana; precedentemente era sede del 5º Stormo intitolato a Giuseppe Cenni (Medaglia d'oro al valor militare).
Strutture belliche della Seconda guerra mondiale
Durante la Seconda Guerra Mondiale il comando britannico costruì un aeroporto militare nella pineta di Milano Marittima (22 ottobre 1944); la scelta del logo fu dettata dalla breve distanza dal fronte, circa 24 miglia. Terminata la guerra, tra maggio e giugno del 1945 la struttura fu smantellata e l'area venne poi bonificata con l'aiuto del comando forestale, permettendo nel 1987 la riapertura al pubblico di quella porzione di pineta.
Alla fine del XX secolo alcuni specialisti cominciarono a cercare nella pineta i residuati bellici lasciati dagli Alleati. È stata creata una mappa dell'ex aeroporto e raccolto numerose informazioni sulle squadriglie che vi operavano. Nel corso degli anni tra i reperti più interessanti si possono annoverare numerose parti di aerei, una grella che componeva la pista d'atterraggio, picchetti da tenda e poi ancora anelli, bottoni, spolette di bombe d'aereo, granate, bombe a mano e razioni K e tanto altro ancora.
Le ricerche, inoltre, hanno portato alla scoperta di 16 bunker tedeschi: sono ancora visibili in un'area che si estende dal canale di Cervia a Lido di Savio. Censiti in base al modello di costruzione, risultano appartenere alla categoria Tobruk e Regelbau. Questi bunker, come altri sparsi nella Riviera Adriatica, furono costruiti dalla Organizzazione Todt e servivano come difesa costiera per contrastare un eventuale sbarco degli Alleati (sul modello di quello che è poi avvenuto in Normandia). È stato ritrovato anche un dipinto originale tedesco all'interno del bunker Regelbau 668, situato nei pressi del Porto Canale di Cervia.

### Aree naturali
Saline

Vista aerea delle saline.

La Riserva naturale di popolamento animale «Salina di Cervia» è stata istituita con un Decreto ministeriale del 1979. Nei pressi sorgono le Terme di Cervia, che ne utilizzano tuttora l'acqua salata per la cura di malattie articolari e respiratorie.
La Riserva naturale Salina di Cervia è la testimonianza del legame della città alle sue Saline. All'interno del parco si trova lo stabilimento di produzione del sale a raccolta industriale e l'antica Salina Camillone dove lo si continua a raccogliere artigianalmente con il "metodo cervese".
Il sale di Cervia è detto il "sale dolce" per una limitata presenza dei componenti amari, come i solfati di magnesio, di calcio, di potassio e il cloruro di magnesio, che forniscono quel retrogusto tendente all'amaro.
Pineta
Una grande pineta, di circa 260 ettari, comprende le zone di Milano Marittima, Cervia, Pinarella e Tagliata.
La foresta di pini è sempre stata caratteristica di questi luoghi, insieme a quella di Classe. Dopo il canale del Porto, infatti fino a tempi abbastanza recenti esisteva solo la chiesa di Sant'Antonio con l'adiacente convento dei Frati Minori Osservanti.
La pineta iniziava subito dopo la chiesa, e comprendeva pini, ginepri, querce, frassini, salici. Il sottobosco era perlopiù composto da rovi, olivelle, ligustri, prugni, viti selvatiche e rose.

## Società

### Evoluzione demografica
Abitanti censiti

### Etnie e minoranze straniere
La popolazione del comune, al 31 dicembre 2008, ammontava a 28 542 abitanti, registrando un aumento di 485 persone e 1,73% percentuale rispetto all'anno precedente.
L'incremento della popolazione è stato favorito dal costante afflusso di migranti da altre zone d'Italia e da altre parti del mondo, che hanno contenuto il saldo negativo del movimento naturale.
Secondo i dati ISTAT al 31 dicembre 2010 gli stranieri residenti erano 3 171.
Le nazionalità maggiormente rappresentate in base alla loro percentuale sul totale della popolazione residente erano:
1. Romania, 1 440
2. Albania, 400
3. Senegal, 228
4. Ucraina, 169
5. Polonia, 113
6. Marocco, 110
7. Moldavia, 96
8. Tunisia, 95
9. Bangladesh, 58
10. Brasile, 45

### Lingue e dialetti
Accanto alla lingua italiana, è parlata anche la variante locale del romagnolo. Il dialetto cervese, per via della posizione geografica, costituisce una particolare forma di transizione tra il sistema romagnolo occidentale (di cui presenta le tipiche vocali nasali) e quello orientale (con cui condivide alcune evoluzioni fonetiche affini a quelle del cesenate). È invece decisamente più orientato sul romagnolo occidentale il dialetto della frazione Castiglione.

## Cultura

### Biblioteche
La Biblioteca Maria Goia, posta nel centrale edificio della Scuola Giovanni Pascoli dal 2004, possiede circa 85 000 opere ed è intitolata a Maria Goia, sindacalista che propose la prima biblioteca circolante d'Italia. Coordina una serie di biblioteche civiche in altri servizi pubblici locali, quali l'Informagiovani, lo Sportello SeiDonna e il Centro Risorse Cervese.

### Scuole
Sul territorio comunale sono presenti otto Scuole dell'infanzia (oltre ad altre tre private/paritarie), undici scuole primarie, due scuole secondarie di primo grado e l'Istituto Professionale Statale Servizi per l'Enogastronomia e l'Ospitalità Alberghiera "Tonino Guerra"

### Musei
MUSA - Museo del sale
Collocato all'interno del magazzino del Sale "Torre", MUSA è un museo etnografico nato dalla attività del gruppo culturale Civiltà Salinara per la memoria del lavoro in salina, e raccoglie documenti, attrezzi e foto che testimoniano l'ambiente e la produzione del sale. Musa è riconosciuto Museo di Qualità della Regione Emilia-Romagna.
Ecomuseo del sale e del mare di Cervia

Uno degli antichi Magazzini del Sale. Si notino la piccola darsena e la torretta. Un tempo era in funzione una teleferica su cui veniva trasportato il sale dalle burchielle ai magazzini e dai magazzini alle barche degli acquirenti. Il cavo della teleferica terminava sulla torretta.

L'ecomuseo è composto da 28 luoghi detti "Antenne". Vi si conservano documenti, fotografie, attrezzi utilizzati per produrre il sale, oltre che un plastico delle saline di Cervia. È conservato anche un cristallo di sale che pesa circa 15 kg.

### Eventi
Premio letterario Cervia
Fu ideato dall'Azienda Autonoma di Soggiorno e Turismo di Cervia, allo scopo di valorizzare la stagione balneare (la serata di premiazione, infatti, fu fissata in agosto). Potevano essere presentate opere di qualsiasi genere letterario (poesia, narrativa, teatro, ecc.).
La manifestazione fu interrotta nel 1940 a causa dell'entrata dell'Italia nella seconda guerra mondiale.
Nel 1956 nacque a Cervia il Trebbo poetico della poesia italiana. L'idea di presentare la lettura di testi poetici a contatto col pubblico fu di due giovani appassionati di poesia: Antonio (Toni) Comello e Walter Della Monaca. I due si ispirarono alla tradizione romagnola del trebbo (treb in dialetto). La manifestazione contribuì a diffondere la cultura poetica a livello nazionale.
Il programma prevedeva un discorso iniziale, in cui si spiegava il significato delle poesie in programma, una prima parte, dedicata alla lettura di poesie del passato (da Dante a Giovanni Pascoli), e una seconda parte, dedicata alla lettura di testi di poeti contemporanei. L'iniziativa riscosse subito un notevole successo, tanto che gli ideatori riuscirono a riproporla in tutte le regioni d'Italia e anche all'estero, dove era rilevante la presenza di immigrati italiani. L'iniziativa si ripeté fino al 1960, quando il sodalizio tra Comello e Della Monica si sciolse.
Premio Cervia Ambiente
Fu istituito dalla Fondazione Cervia Ambiente «a favore di studiosi, ricercatori, città, istituzioni scientifiche distintesi sulle tematiche di carattere ambientale». La prima edizione si è tenuta nel 1973. Tra i vincitori si annoverano i nomi di: Jacques Cousteau (1976), Folco Quilici (1977), Piero Angela (1981), Vandana Shiva (2006) e Jean-Paul Fitoussi (2010). L'ultimo premiato è stato, nel 2022, Vincenzo Balzani.
Festival Internazionale dell'Aquilone
Nato nel 1981 da un'idea di Claudio Capelli, il festival si svolge sulla spiaggia libera del Lungomare Grazia Deledda nel penultimo weekend di marzo e richiama numerosi ospiti stranieri.
Sposalizio del mare
La tradizione risale al 1445, quando il vescovo, rientrando da Venezia s'imbatté in una tempesta. Accorgendosi che stava per affondare, il vescovo invocò Dio e gettò in acqua l'anello episcopale affinché placasse la furia delle acque. E così avvenne. Da quell'anno ogni prima domenica di maggio il vescovo ripete il lancio dell'anello nel mare come gesto benaugurale. Per tradizione i bagnini e pescatori della Riviera si tuffano in acqua per recuperare l'anello. A chi lo trova viene dedicata la festa della serata sul porto.
Cervia città giardino - Maggio in Fiore
Nata nel 1973, è una delle più grandi esposizioni floreali all'aperto d'Europa.
Sapore di Sale
Festa dedicata al sale dolce di Cervia, che si svolge dal 1998. La ricorrenza cade nel secondo fine settimana di settembre. La rievocazione della rimessa del sale (Armèsa d'è Sel) è il momento centrale della festa, quando nel pomeriggio di sabato la burchiella, l'imbarcazione a fondo piatto adibita al trasporto del sale, giunge dalla saline al porto canale davanti ai Magazzini del Sale per la distribuzione benaugurante dell'oro bianco a tutti i presenti.
Cammino del sale
Nel 1440 Pietro Barbo fu nominato vescovo di Cervia da Papa Eugenio IV. Per ringraziare il pontefice, nel 1444 gli volle fare un dono. A giugno fece raccogliere il salfiore, ovvero il "fiore della salina", che è il più pregiato prodotto delle saline. Poi inviò una delegazione in Vaticano per donarlo al Papa. La missione si ripeté ogni anno: il salfiore divenne così "il sale del Papa". L'oro bianco giunse sulla mensa pontificia sino al 1870, quando cadde lo Stato della Chiesa (di cui anche Cervia fece parte fino al 1859). La tradizione della Consegna è stata ripresa nel 2003.

## Geografia antropica

### Urbanistica
Nel territorio comunale insistono due abitati di fondazione: Cervia, frutto di progettazione tardo seicentesca, a pianta rettangolare, edificata per volere di Papa Innocenzo XII su richiesta del Tesoriere di Romagna Michelangelo Maffei, e Milano Marittima, ideata sul modello delle città giardino da Giuseppe Palanti.

### Frazioni

#### Cannuzzo
È un centro prevalentemente agricolo.
D'interesse turistico c'è la Chiesa della Madonna degli Angeli, la cui costruzione risale al XVII secolo, in cui è conservato un affresco cinquecentesco con l'immagine della Madonna.

#### Castiglione di Cervia
È un centro agricolo situato nell'interno, sulla riva destra del fiume Savio, in posizione simmetrica rispetto a Castiglione di Ravenna. Notevoli sotto l'aspetto storico-artistico sono l'oratorio di San Lorenzo, costruzione del 1794, su progetto di Camillo Morigia, Villa Ragazzena eretta nel 1562 dai Monaci Camaldolesi di Classe, la chiesa di San Giuseppe che risale al 1775 su progetto dell'architetto Domenico Barbiani.
Gli abitanti sono all'incirca 1 280.

#### Milano Marittima

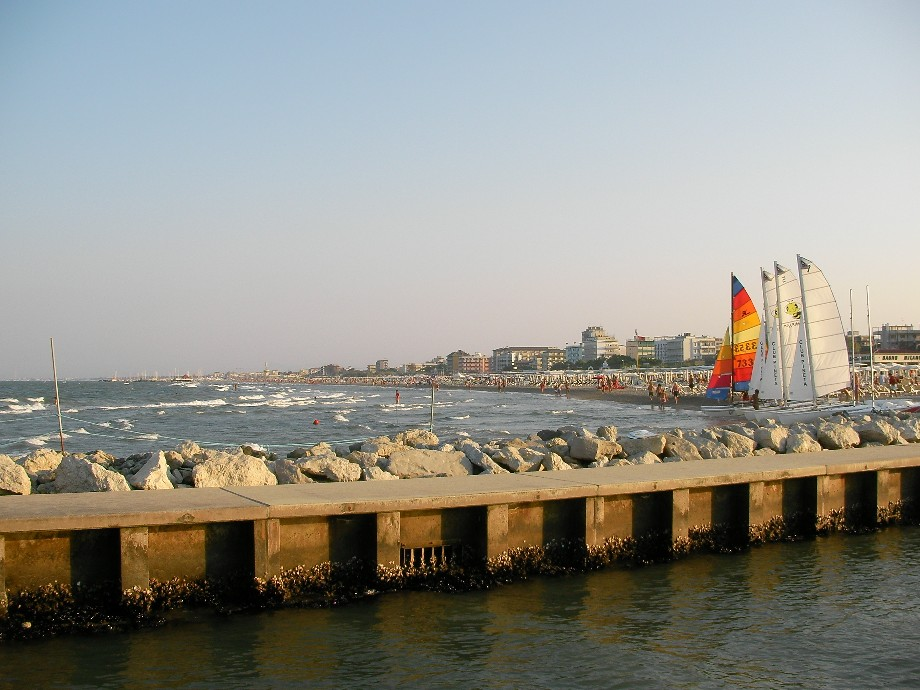
Veduta di Milano Marittima. In primo piano il molo del canale immissario delle saline.

Nata agli inizi del Novecento come località turistica su iniziativa di una società milanese (la "Società Milano Marittima", per l'appunto). Milano Marittima è diventata negli anni un punto di riferimento per il divertimento sulla costa romagnola.

#### Montaletto
È situata a sud-ovest sul confine con la provincia di Forlì-Cesena, ed è un centro agricolo. Nella zona sono stati effettuati scavi archeologici con ritrovamenti di reperti di epoca romana in gran parte custoditi al Museo Nazionale di Ravenna.
A Montaletto è presente una chiesa, nella via Confine, di proprietà privata e concessa in comodato gratuito ai fedeli per funzioni religiose.
Montaletto è diviso in tre abitati:
- Montaletto Chiesa, sulla strada che da Pisignano va a Villalta. L'abitato, chiesa compresa, fu edificato nel XVII secolo dai marchesi Locatelli di Cesena, proprietari di numerosi poderi nella zona;
- Montaletto Scuole, sulla statale che va da Cesena a Cervia;
- Borgo, che sorge sulla via Visdomina, una strada laterale che congiunge Montaletto Chiesa con la statale Adriatica.

#### Pinarella
È nata turisticamente come naturale propaggine sud del comprensorio cervese.
Ha conservato la pineta che si sviluppa lungo la spiaggia, caratterizzata dalla presenza di sentieri e di "percorsi vita", che separano la spiaggia dalla zona ad edilizia turistica, caratterizzata anche dalla presenza di colonie estive di enti pubblici italiani.

#### Pisignano (Cervia)|Pisignano
Centro agricolo, interessante per la presenza della Pieve di Santo Stefano. L'origine risale al 977, ancora l'edificio conserva pregevoli affreschi attribuibili a Luca Longhi. Presso la frazione ha sede una base aerea militare: il 15º Stormo. Gli abitanti stimati sono 790.

#### Savio
È la frazione più a nord di tutto il comune, ed è un centro residenziale situato sulla SS 16. Percorrendo l'Adriatica nel tratto tra Rimini e Ravenna, appena superato il ponte sul fiume Savio, inizia invece il quartiere di Savio di Ravenna.
Una piccolissima parte di questa frazione si trova però anche nel territorio tra il fiume Savio e Cervia. Ad esempio la zona chiamata "Lunarda".
È in questo paese che ebbe luogo l'episodio chiave della cosiddetta Settimana rossa (7-14 giugno 1914) ovvero il rapimento del generale Agliardi avvenuto sul ponte del fiume Savio.
A seguito degli scontri avvenuti ad Ancona tra forze dell'ordine e manifestanti durante un comizio antimilitarista, Emilia, Romagna e Marche furono investite da scioperi e agitazioni popolari che, anche se privi di precisi obiettivi, assunsero un carattere pre-insurrezionale e furono repressi duramente.
Successivamente, in seguito a trattative, il generale fu liberato senza conseguenze.

#### Tagliata (Cervia)|Tagliata
È la località più meridionale del comune. È delimitata a sud dal canale Tagliata che coincide anche con il confine con il comune di Cesenatico, a ovest dalla SS 16, mentre a nord confina con Pinarella. La località è dominata dalla rigogliosa pineta che si estende lungo la costa.

#### Terme
Si trova a nord del comune di Cervia, parallela a Milano Marittima. Questa zona è caratterizzata dalla presenza delle terme e da un vasto parco naturale.
Lo stabilimento termale è stato costruito tra il 1960 e il 1961, in un momento di grande espansione del turismo a Cervia, dall'architetto Carlo Viganò – Studio Viganò e Associati - e ancora oggi si caratterizza per le particolari soluzioni esterne (come le parti in vetro colorato) e di design degli interni.

#### Villa Inferno (Cervia)|Villa Inferno
È un centro agricolo e artigianale. Da poco è stato istituito il Museo dei Burattini e delle Figure in cui si possono ammirare notevoli esempi di burattini padani di fine Ottocento, antichi copioni e attrezzi di scena, fondali dipinti, marionette del Settecento e Ottocento, pupi siciliani e teste di legno di metà Ottocento.
Si pensa che il nome derivi dal latino infer, "basso", data la sua vicinanza con le saline e quindi zona paludosa. Sobborgo della frazione è la "contrada" Sant'Andrea. Gli abitanti sono circa 640, di cui 140 a Sant'Andrea.

### Località

#### Tantlón
È la località del comune posta in prossimità delle Saline di Cervia.

## Economia

### Estrazione del sale
L'attività di produzione del sale, nota sin dall'epoca romana e medievale, crebbe d'importanza a causa delle variazioni apportate al delta padano e del declino della produzione salinara di Comacchio. La produzione artigianale è stata poi sostituita da quella industriale nel 1959. Tuttavia rimane l'antica salina Camillone, ultima delle 144 salinette di produzione attive fino al 1959, che ancora lavora a scopo dimostrativo per far conoscere l'attività dei salinari. Il fondo può produrre dai 500 ai 2 000 quintali di sale a stagione.

### Pesca
L'attività peschereccia è specializzata nella piccola pesca con attrezzi da posta e nell'allevamento dei mitili. La prima attività è orientata prevalentemente alla vendita diretta del pescato e si è sviluppata negli ultimi anni consentendo un rinnovo generalizzato della flotta. La mitilicoltura, praticata sin dagli anni '80, invece è favorita dalle condizioni ambientali della fascia costiera romagnola.

### Artigianato
Per quanto riguarda l'artigianato, Cervia è rinomata soprattutto per la produzione di ceramiche.

### Turismo
Cervia è meta prevalentemente di turismo balneare, con un litorale di 9 km di spiaggia attrezzata. Nel 2017 ha ospitato complessivamente quasi tre milioni e ottocentomila turisti. È il quarto centro italiano con il più alto numero di hotel: 371 per un totale di 27 264 posti letto.

## Infrastrutture e trasporti

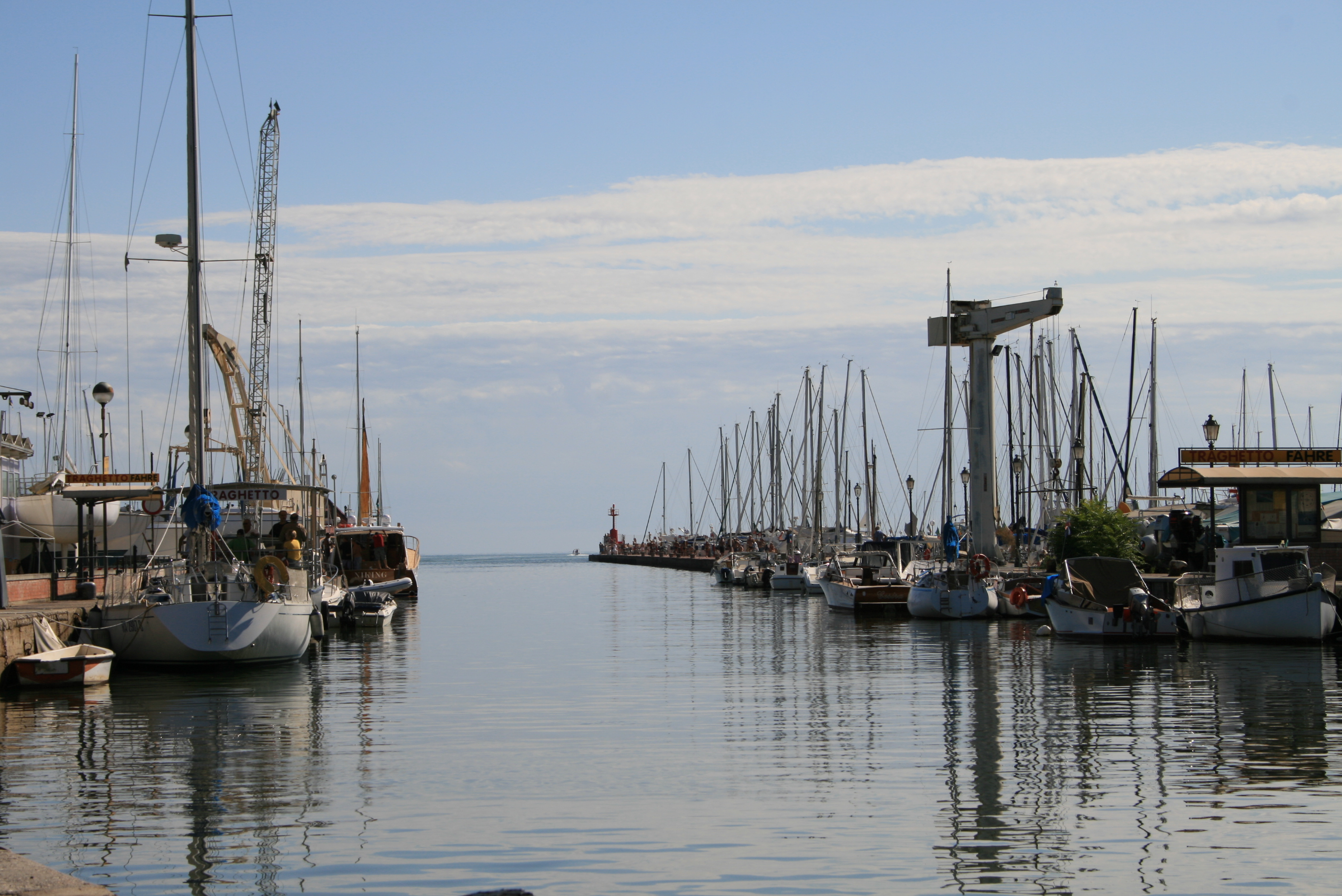
Porto Canale

### Strade
Il comune è attraversato da nord a sud dalla Strada Statale 16 Adriatica. Cervia è collegata a Forlì dalla ex Strada statale 254 di Cervia (oggi strada provinciale 254) e a Cesena dalla ex strada statale 71 bis Umbro Casentinese Romagnola (oggi strada provinciale 71bis) che si innesta sulla SS16 nei pressi di Pinarella. Le altre strade provinciali del territorio cervese sono la strada provinciale 6 Beneficio 2º Tronco - Cervara, la strada provinciale 32 Confine - Crociarone - Salara e Ruggine, la strada provinciale 33 Mensa - Matellica e la strada provinciale 64 Congiunzione Matellica, la strada provinciale 80 Nullo Baldini e la strada provinciale 87 Crociarone.

### Ferrovie
Cervia è attraversata dalla ferrovia Ferrara-Rimini su cui è posta la stazione di Cervia-Milano Marittima, servita dai regionali di Trenitalia e TPER.

### Porto turistico

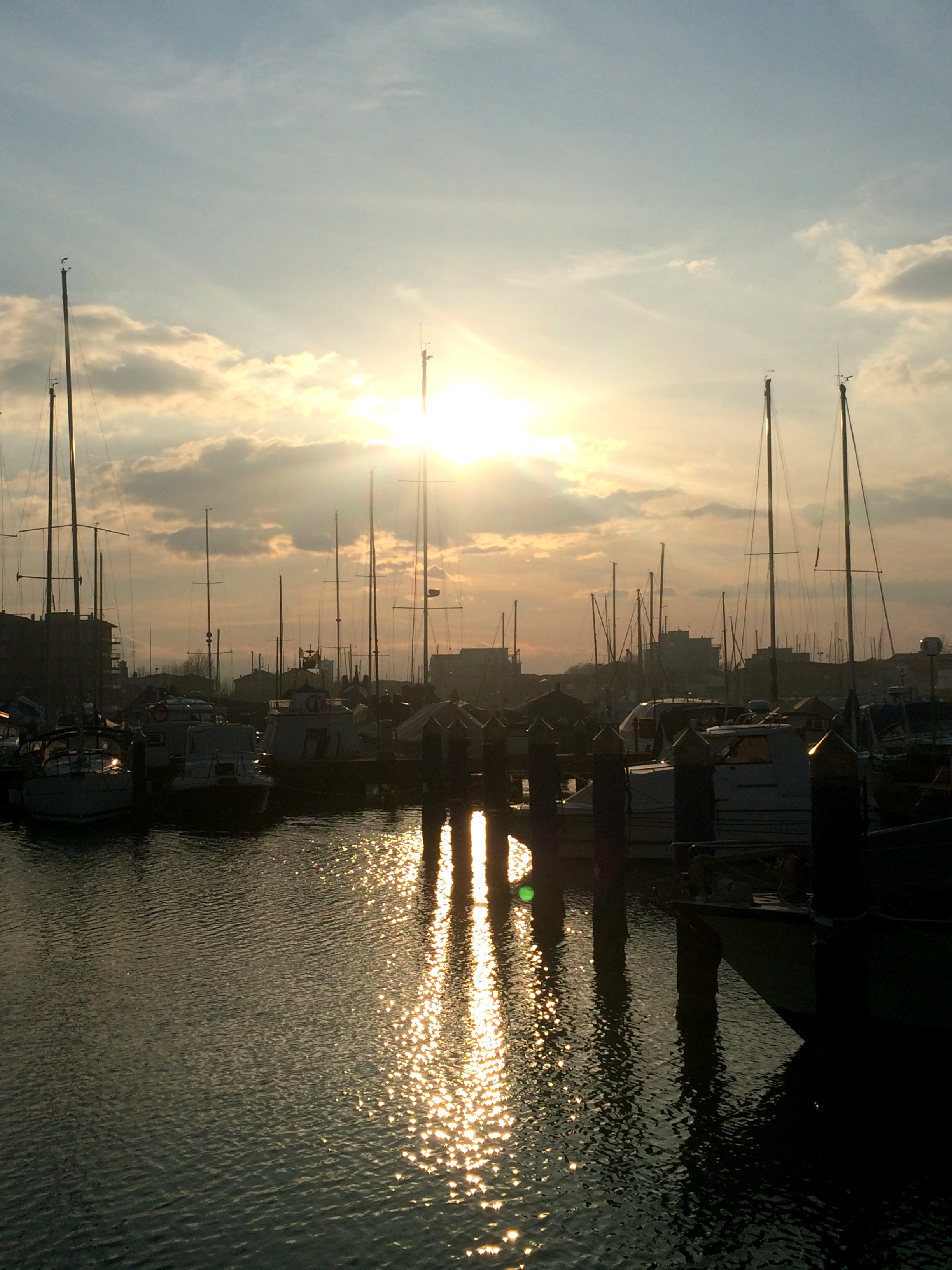
Veduta del porto turistico

Fu realizzato negli anni '70. Il Consiglio comunale decise la costruzione dell'infrastruttura l'8 febbraio 1972, accogliendo le istanze di pescatori e appassionati di nautica, che segnalavano l'inadeguatezza del porto canale.
Attivo dal 1975, il porto turistico Marina di Cervia è esteso su di un'area di circa 43000 m². Può ospitare fino a 350 imbarcazioni da 6 a 22 m.

### Piste ciclabili
A Cervia sono già attivi alcuni percorsi ciclabili. In prospettiva sarà attraversata dalla lunga ciclabile costiera, la Ciclovia Adriatica, prevista nella rete nazionale BicItalia.

## Amministrazione

### Sindaci dal 1944
Il primo Sindaco del dopoguerra fu Gaspare Donati, nominato dal prefetto su indicazione del CLN e rimasto in carica dal 1944 al 1946.
| Sindaci eletti dal Consiglio comunale (1946-1995)    | Sindaci eletti dal Consiglio comunale (1946-1995) | Sindaci eletti dal Consiglio comunale (1946-1995)             | Sindaci eletti dal Consiglio comunale (1946-1995) | Sindaci eletti dal Consiglio comunale (1946-1995) |
| Sindaco                                              | Sindaco                                           | Partito                                                       | Periodo                                           | Elezione                                          |
| ---------------------------------------------------- | ------------------------------------------------- | ------------------------------------------------------------- | ------------------------------------------------- | ------------------------------------------------- |
|                                                      | Gino Pilandri                                     | Partito Comunista Italiano                                    | 7 aprile 1946 - 2 ottobre 1958                    | 1946                                              |
| 1951                                                 | Gino Pilandri                                     | Partito Comunista Italiano                                    | 7 aprile 1946 - 2 ottobre 1958                    |                                                   |
| 1956                                                 | Gino Pilandri                                     | Partito Comunista Italiano                                    | 7 aprile 1946 - 2 ottobre 1958                    |                                                   |
|                                                      | Marino Allegri                                    | Partito Comunista Italiano                                    | 2 ottobre 1958 - 6 novembre 1960                  | 1956                                              |
|                                                      | Oriano Masacci                                    | Partito Comunista Italiano                                    | 6 novembre 1960 - 17 dicembre 1971                | 1960                                              |
| 1964                                                 | Oriano Masacci                                    | Partito Comunista Italiano                                    | 6 novembre 1960 - 17 dicembre 1971                |                                                   |
| 1970                                                 | Oriano Masacci                                    | Partito Comunista Italiano                                    | 6 novembre 1960 - 17 dicembre 1971                |                                                   |
|                                                      | Ivo Rosetti                                       | Partito Comunista Italiano                                    | 17 dicembre 1971 - 1976                           | 1970                                              |
| 1975                                                 | Ivo Rosetti                                       | Partito Comunista Italiano                                    | 17 dicembre 1971 - 1976                           |                                                   |
|                                                      | Gilberto Coffari                                  | Partito Comunista Italiano                                    | 1976-1982                                         | 1975                                              |
| 1980                                                 | Gilberto Coffari                                  | Partito Comunista Italiano                                    | 1976-1982                                         |                                                   |
|                                                      | Vittorio Ciocca                                   | Partito Comunista Italiano                                    | 1982-1987                                         | 1980                                              |
| 1985                                                 | Vittorio Ciocca                                   | Partito Comunista Italiano                                    | 1982-1987                                         |                                                   |
|                                                      | Massimo Medri                                     | Partito Comunista Italiano Partito Democratico della Sinistra | 23 giugno 1988 - 24 aprile 1995                   | 1985                                              |
| 1990                                                 | Massimo Medri                                     | Partito Comunista Italiano Partito Democratico della Sinistra | 23 giugno 1988 - 24 aprile 1995                   |                                                   |
| Sindaci eletti direttamente dai cittadini (dal 1995) |                                                   |                                                               |                                                   |                                                   |
|                                                      | Massimo Medri                                     | Partito Democratico della Sinistra Democratici di Sinistra    | 24 aprile 1995 - 14 giugno 2004                   | 1995                                              |
| 1999                                                 | Massimo Medri                                     | Partito Democratico della Sinistra Democratici di Sinistra    | 24 aprile 1995 - 14 giugno 2004                   |                                                   |
|                                                      | Roberto Zoffoli                                   | Democratici di Sinistra Partito Democratico                   | 14 giugno 2004 - 28 maggio 2014                   | 2004                                              |
| 2009                                                 | Roberto Zoffoli                                   | Democratici di Sinistra Partito Democratico                   | 14 giugno 2004 - 28 maggio 2014                   |                                                   |
|                                                      | Luca Coffari                                      | Partito Democratico                                           | 28 maggio 2014 - 28 maggio 2019                   | 2014                                              |
|                                                      | Massimo Medri                                     | Partito Democratico                                           | 28 maggio 2019 - 11 giugno 2024                   | 2019                                              |
|                                                      | Mattia Missiroli                                  | Partito Democratico                                           | dall'11 giugno 2024                               | 2024                                              |

Fonte: Comune di Cervia.

### Gemellaggi[70]
- Jelenia Gora - Cervia e Jelenia Góra sono città gemellate dal 1976. Jelenia Gòra si trova in Polonia nel voivodato della Bassa Slesia. Il paese partecipa dal 1999 alla manifestazione internazionale Cervia Città Giardino ed è stata nel 2013 ospite d'onore dello storico evento dello Sposalizio del Mare. Da ricordare che alla città polacca è anche intitolata una via del centro di Milano Marittima.
- Mahon - Cervia e Mahón sono città gemellate dal 1998. Mahón è un comune spagnolo di 29 125 abitanti situato nella comunità autonoma delle Isole Baleari, sull'isola di Minorca. È il comune più orientale della Spagna. Mahón ha partecipato nel 2006 all'edizione europea della Festa della Musica.
- Aalen - Il Patto di Amicizia tra Cervia e Aalen è stato siglato nel 2009 e le due città sono gemellate dal 2011. Aalen è una città tedesca di circa 68 000 abitanti e si trova a 70 km circa a est di Stoccarda. Aalen partecipa dal 2007 alla manifestazione internazionale Cervia Città Giardino ed è stata per due volte nel 2009 in occasione del Patto di Amicizia e nel 2011 in occasione del Gemellaggio, ospite d'onore dello storico evento Sposalizio del Mare. Cervia partecipa dal 2009 con un proprio stand alla festa più importante di Aalen Reichsstädter Tage.

Nel 2018 è stato siglato un Patto di Amicizia tra la Schillerschule di Aalen e gli Istituti Comprensivi Cervia 2 e Cervia 3.
Il rapporto di amicizia tra le città di Cervia e di Aalen si inserisce nell'ambito delle relazioni fra la provincia di Ravenna e la provincia tedesca dell'Ostalbkreis, gemellate dal 1990. Nel corso di questi 30 anni le relazioni tra le due province hanno favorito la promozione del territorio ravennate in Germania e, inoltre, hanno promosso la nascita di nuovi e concreti rapporti di amicizia tra diversi comuni italiani e tedeschi. I rapporti tra Cervia e Aalen si sono intensificati grazie allo Sposalizio del Mare del 2009. In quell'occasione è stato siglato il Patto di amicizia, preludio del gemellaggio siglato il 4 giugno 2011. Cervia diventa il nono comune della provincia di Ravenna a gemellarsi con città della provincia dell'Ostalbkreis.
- Aigues-Mortes - Il Patto di Amicizia tra Cervia e Aigues-Mortes è stato siglato nel 2015. Aigues-Mortes è un comune francese di 8 204 abitanti situato nel dipartimento del Gard nella regione dell'Occitania. Aigues-Mortes ha partecipato a diverse edizioni della manifestazione internazionale Cervia Città Giardino. Nel 2018 è stato siglato un gemellaggio tra il Club fotografico Regards de Aigues-Mortes e il Gruppo Fotografico MUSA ed è stato realizzato un Patto di Amicizia tra l'Associazione Italiani in Terra di Camargue e il Circolo Pescatori La Pantofla.
- La Baule-Escoublac - Il patto di amicizia tra Cervia e La Baule è stato firmato nel 2018. La Baule è un comune francese di 16 828 abitanti situato nel dipartimento della Loira Atlantica nella regione dei Paesi della Loira. Nel 2017 è stato siglato un Patto di Amicizia tra il Collège Grand Air di La Baule e l'Istituto Comprensivo Cervia 2.

## Sport

### Società sportive
Atletica leggera
Dal 2013 è attiva la Atletica Cervia ASD che promuove la disciplina nelle scuole ed a livello agonistico.
Pallacanestro
La squadra di pallacanestro è il Basket Cervia, che possiede una sezione maschile e una femminile (Vis Basket Cervia).
Beach Soccer
Il Cervia Beach Soccer è stata una squadra di beach soccer attiva alla fine degli anni 2000.
Calcio
La principale squadra di calcio è il Cervia, che milita in Promozione. Nel Comune di Cervia esistono altre squadre di calcio: 
- la Polisportiva 2000 Cervia 1971, che milita in Seconda categoria.
- il Pinarella calcio, che milita in Prima categoria.
- la ASD Calcio Del Duca Grama che ha sede a Cannuzzo.

Ginnastica ritmica
Cervia Ginnastica e Sport ha debuttato nel Campionato di Serie A1 nel 2025.
Pallavolo
Le due squadre della città sono la Pallavolo Cervia 1969 ed il Cervia Volley.
Scherma
Il Circolo della Spada Cervia-Milano Marittima è la squadra cittadina di scherma, ha nel proprio palmarès quattro titoli italiani giovanili.
Tennis
Il Circolo tennis Cervia svolge la propria attività dal 1974. Ha sede nel cuore della Pineta di Cervia. Organizza il famoso «Vip Master», torneo riservato alle celebrità, oltre a Campionati veterani e tornei FIT. Nel 1982 ha ospitato il confronto di Coppa Davis tra le nazionali di Italia e Nuova Zelanda.
Vela
Il Circolo Nautico Cervia Amici della Vela ha una sezione agonistica che concentra la propria attività nella classe Optimist, Laser e J/24
Equitazione
Il Circolo ippico «Le Siepi» è stato fondato nell’agosto 1974 da Amedeo Sovera. Ha organizzato quattro campionati italiani consecutivi di Salto ostacoli (2021, 2022, 2023 e 2024).

L’impianto, che si trova lungo la SP80 (la strada che da Savio porta al Lido) presenta uno dei pochissimi campi in erba esistenti in Italia.

### Impianti sportivi
- Stadio Germano Todoli, capace di 3 000 posti a sedere.
- Palazzetto dello Sport capace di circa 2 000 posti a sedere.
- Piscina comunale dove sono presenti: una vasca grande della lunghezza di metri 25 per otto corsie, ed una piscina di ambientamento di 16x5 metri.
- Adriatic Golf Club Cervia, impianto golfistico a 27 buche. Il campo fu aperto nel 1986 con 9 buche, ampliato a 18 l'anno successivo ed infine a 27 nel 2004.[73]

### Eventi sportivi
Ciclismo
Per tre volte Cervia è stata sede di arrivo di una tappa del Giro d'Italia, la prima nel 1955, l'ultima nel 1997 in occasione del trecentesimo anniversario della fondazione di Cervia Nuova.
- 1955 14ª tappa Ancona-Cervia, vinta da Giuseppe Minardi;
- 1985 6ª tappa Vittorio Veneto-Cervia, vinta da Frank Hoste;
- 1997 2ª tappa Mestre-Cervia, vinta da Mario Cipollini.

Sci nautico
Dal 1968 fino al 1972 si svolse la Pola-Cervia, l'attraversata con gli sci d'acqua del tratto di mare che unisce le due città. La manifestazione attrasse l'attenzione degli appassionati di motonautica e sci nautico.
La manifestazione rientrò anche in una tradizione motonautica cervese che aveva dato inizio ad una serie di iniziative di rilievo sportivo, promozionale e turistico. La Pola-Cervia fu presentata nella primavera del 1968; fu steso un regolamento e fu istituito un comitato organizzatore. Come format si scelse la gara di velocità. Uno dei vincitori della traversata fu il cervese Antonio Sama.
Sportur
Dal 1997 è attiva Sportur, un'associazione sportiva che organizza manifestazioni sportive per professionisti, dilettanti o semplici amatori. La struttura si avvale della collaborazione di ex atleti di livello internazionale per i propri corsi: Davide Cassani e Paola Pezzo per il ciclismo, Mauro Pelaschier per la vela, Luca Sacchi per il nuoto.
Tennis
Nel 1991 si è disputato un torneo professionistico di tennis denominato Cervia Challenger, vinto dallo svizzero Claudio Mezzadri. Dopo il 1991 non si sono tenute altre edizioni.
Triathlon
Dall'anno 2017 la città di Cervia è la sede della tappa italiana di Ironman, circuito mondiale di triathlon con un centinaio di nazioni partecipanti. La competizione è sia agonistica che amatoriale.